# スタニスワフ・ルボミルスキ (1704-1793)
スタニスワフ・ルボミルスキ（Stanisław Lubomirski, 1704年 - 1793年7月19日）は、ポーランド・リトアニア共和国の貴族。ルボミルスキ家の公（侯爵（Fürst）/公爵（książę））。

## 生涯
イェジ・アレクサンデル・ルボミルスキ公（Jerzy Aleksander Lubomirski）とその最初の妻のヨハンナ・フォン・シュテルツハウゼンの間の次男として生まれた。イェジ・セバスティアン・ルボミルスキの曾孫にあたる。1739年に王冠領副膳官（Podstoli）の官位を受け、1744年に白鷲勲章を授けられた。またノヴィ・ソンチの代官も務めた。1764年にブラツワフ県知事となり、1772年にキエフ県知事に就任した。当時の共和国において最富裕層のマグナートの1人であり、ドゥブナ、リウネなどの領主で、31の町と738の村を所有していた。年間の収入は292万ズウォティにのぼったと言われる。
1740年にルドヴィカ・ポチェイ（1726年 - 1786年）と結婚し、間に4男3女の7人の子女をもうけた。
- クサヴェリ・ルボミルスキ（英語版）（1747年 - 1819年） - ロシア帝国軍の将軍
- アレクサンデル・ルボミルスキ（1749年 - 1808年） - フランス軍の将軍、キエフ城代、伯爵令嬢ロザリア・ホトキェヴィチと結婚
- ユゼフ・ルボミルスキ（1751年 - 1817年） - ポーランド軍の将軍、キエフ城代
- ミハウ・ルボミルスキ（英語版）（1752年 - 1809年）  - ポーランド軍の将軍